# Chironomus mongolbeceus
Chironomus mongolbeceus är en tvåvingeart som beskrevs av Sasa och Suzuki 1997. Chironomus mongolbeceus ingår i släktet Chironomus och familjen fjädermyggor. Inga underarter finns listade i Catalogue of Life.